# Projeto 523
Projeto 523 (chinês simplificado: 523项目) é um codinome para um projeto militar secreto de 1967 da República Popular da China para encontrar medicamentos antimaláricos. Batizado com o nome da data de lançamento do projeto, 23 de maio, abordava a malária, uma importante ameaça na Guerra do Vietnã.
A mando de Ho Chi Minh, primeiro-ministro do Vietnã do Norte, Zhou Enlai, o primeiro-ministro da República Popular da China, convenceu Mao Zedong, presidente do Partido Comunista da China, a iniciar o projeto de massa "para manter [as] tropas aliadas prontas para o combate", conforme consta na ata da reunião. Mais de 500 cientistas chineses foram recrutados.
O projeto foi dividido em três fluxos. Aquele para investigar a medicina tradicional chinesa descobriu e levou ao desenvolvimento de uma classe de novos medicamentos antimaláricos chamados artemisininas. Lançado durante e durante toda a Revolução Cultural, o Projeto 523 foi oficialmente encerrado em 1981.